# Luc Donckerwolke
Luc Donckerwolke (Lima, Peru, 19 juni 1965) is een Belgisch autodesigner.
Donckerwolke heeft in Brussel een studie tot industrieel ingenieur gedaan, waarna hij in Vevey (Zwitserland) in het Art Centre Europe heeft doorgestudeerd.
In 1990 begon hij zijn carrière bij Peugeot als stagiair, maar vertrok in 1992 naar Audi Design. Hij ontwierp modellen voor Audi en Škoda, waaronder de Audi A4 Avant, Audi R8 Le Mans, Škoda Fabia en Škoda Octavia.
Hij ging in 1998 aan de slag als ontwerper voor Lamborghini. Hij tekende er de Murciélago, Gallardo en Murciélago roadster en in maart 2003 werd hij daar hoofd van de ontwerpafdeling (Chief Designer).
In 2005 maakte hij binnen de Audi-groep de overstap naar Seat, waar hij Walter de Silva opvolgde. In 2009 was hij verantwoordelijk voor het ontwerp van de nieuwe Seat Ibiza. Ook de conceptcars Tribu, IBx en IBe waren van zijn hand.
Eind april 2011 werd het vertrek van Donckerwolke bij Seat bekendgemaakt. Hij ging bij de designafdeling van Volkswagen AG werken als de nummer twee van de Silva. Zijn opvolger bij Seat werd Alejandro Mesonero.
In september 2012 werd Donckerwolke directeur design van Bentley, ter vervanging van Dirk van Braeckel, die naar Volkswagen Group was getrokken.
Op 4 juni 2015 werd bekend dat Donckerwolke zijn functie als hoofd van de ontwerpafdeling van Bentley niet langer zou uitoefenen. Hij verliet meteen ook de overkoepelende Volkswagen Groep. Stefan Sielaff nam zijn functie bij Bentley over.
Na zijn vertrek bij Bentley ging Donckerwolke werken bij Hyundai.
April 2020: Donckerwolke stopt bij Hyundai vanwege persoonlijke redenen. Het is nog niet duidelijk wat hij nu gaat doen.
- Gemeinsame Normdatei: 1037939522
- International Standard Name Identifier: 0000 0004 1719 1448
- Virtual International Authority File: 305118829